# Isadore Freed
Isadore Freed (* 26. März 1900 in Brest-Litowsk; † 10. November 1960 in Rockville Centre, New York) war ein US-amerikanischer Komponist.
Freed, Sohn einer jüdischen Familie aus dem heutigen Belarus, kam im Alter von drei Jahren mit seiner Familie nach Philadelphia. Er studierte bis 1918 Musik an der University of Pennsylvania. 1923 nahm er mehrere Monate Klavierunterricht bei Josef Weiss in Berlin. 1926 fand die erste Aufführung von Kompositionen Freeds durch die Friends of Chamber Music in Philadelphia statt.
Von 1928 bis 1933 studierte Freed in Paris Komposition bei Ernest Bloch, Vincent d’Indy und Nadia Boulanger. Nach seiner Rückkehr in die USA gründete er das Philadelphia Chamber Orchestra und das Composers’ Laboratory. Das Laboratory erlaubte es jungen Komponisten, kammermusikalische Werke zur Aufführung zu bringen.
Seit 1937 unterrichtete Freed Musik an der Temple University und trat einen Posten als Organist und Chorleiter am Temple Keneseth Israel in Philadelphia an. 1944 wurde er Leiter des Composition Department der Julius Hartt Musical Foundation in Hartford, in deren Auftrag er 1946 die Oper The Princess and the Vagabond schrieb.
1939 entstand Freeds erstes liturgisches Werk Sacred Service for Shabbat Morning. Seit 1951 unterrichtete er an der neu gegründeten Hebrew Union School of Sacred Music. Von 1942 bis 1944 war er Präsident des Jewish Music Forum, außerdem gehörte er zum Vorstand der Jewish Liturgical Society und des Hebrew Union College of Sacred Music an. 1958 erschien seine Schrift Harmonizing the Jewish Modes.

## Werke
- Vibrations, Ballett, 1928
- Homo Sum, Oper, 1930
- String quartet, 1931
- String quartet, 1932
- Jeux de timbres, 1933
- String quartet, 1937
- Sacred Service for Shabbat Morning, 1939
- Trio für Flöte, Viola und Harfe, 1940
- Symphony No. 1, 1941
- Triptych für Violine, Viola, Cello und Klavier, 1943
- Appalachian Symphonic Sketches, 1946
- Festival Overture, 1946
- Passacaglia für Cello und Klavier, 1947
- The Princess and the Vagabond, Oper, Uraufführung 1948
- Bläserquintett, 1949
- Symphony No. 2, 1951
- Rhapsody für Posaune und Orchester, 1951
- Violin Concerto, 1951
- Cello Concerto, 1952
- Concertino für Englischhorn und Orchester, 1953
- Oboe Sonatina, 1954
- Hasidic Service, 1954

| Personendaten    | Personendaten               |
| ---------------- | --------------------------- |
| NAME             | Freed, Isadore              |
| KURZBESCHREIBUNG | US-amerikanischer Komponist |
| GEBURTSDATUM     | 26. März 1900               |
| GEBURTSORT       | Brest                       |
| STERBEDATUM      | 10. November 1960           |
| STERBEORT        | Rockville Centre, New York  |